# ستايسي بويل
ستايسي بويل (بالإنجليزية: Stacy Boyle)‏ هي لاعبة اتحاد الرغبي أمريكية، ولدت في 14 أكتوبر 1974.